# KS Selenicë
KS Selenicë – albański klub piłkarski z siedzibą w Selenicy. 

## Historia
Klubi Sportiv Selenicë został założony w 1930. Przez wiele lat klub występował w niższych klasach rozgrywkowych. W 1991 Selenicë po raz pierwszy i jedyny awansowało do pierwszej ligi albańskiej. W swoim jedynym sezonie w albańskiej ekstraklasie Selenicë zajęło 15. miejsce i spadło do drugiej ligi. Obecnie KS Selenicë występuje w Kategoria e Dytë (III liga).

## Sukcesy
- 1 sezon w Kategoria Superiore: 1991-1992.

## Sezony wKategoria Superiore
| Sezon   | Uzyskane Miejsce |
| ------- | ---------------- |
| 1991-92 | 15 (spadek)      |